# James Thomson (poeta 1834-1882)
James Thomson (Port Glasgow, 23 novembre 1834 – Londra, 3 giugno 1882) è stato un poeta scozzese.
Fu famoso per il lungo poema The City of Dreadful Night (1874), un'espressione di desolante pessimismo in un alienante ambiente urbano. "La città della terribile notte", traduzione italiana del poema, è stata pubblicata nel 2000 dall'editore Panozzo, nella collana EPISODI, diretta da Adriano Marchetti, ed è a cura di Mili Romano.
Nel 1874, su "National Reformer", rivista del movimento per la secolarizzazione della società, James Thomson, "laureato del pessimismo e del dubbio", "signore del castello dell'indolenza", "malato di malinconia costituzionale", pubblica The city of dreadful Night, scritto in preda ad una "insonne ipocondria".Facendo ricorso agli scrittori più amati, rileggendo e attualizzando alla luce del suo tempo Shakespeare, La Divina Commedia, Blake, Shelley, Milton, Leopardi, in un costante dialogo costruito attraverso citazioni e rimandi e anticipando la poesia novecentesca e soprattutto The waste land di Eliot (nel quale per altro verrà citata la sua poesia "To our lady of Death), in The city of dreadful night Thomson disegna una città vasta e desolata, città della "morte-in-vita" ...dove l'aria è scura e densa, avvelenata da "infezioni di indicibile tristezza/infezioni di incalcolabile follia/infezioni di incurabile scoramento".E la Regina di questa città della terribile notte è la figura alata, l'angelo caduto dell'incisione di Durer "Melencolia I.
Fu studioso di Walt Withman e Giacomo Leopardi.